# Tournoi de tennis d'Eckental
Le Bauer Watertechnology Cup est un tournoi international de tennis masculin faisant partie de l'ATP Challenger Tour ayant lieu tous les ans au mois d'octobre à Eckental, en Allemagne. Il a été créé en 1997 et se joue sur synthétique intérieur.

## Palmarès

### Simple
| Année | Vainqueur              | Finaliste           | Score          |
| ----- | ---------------------- | ------------------- | -------------- |
| 1997  | Rainer Schüttler       | Petr Luxa           | 6-4, 6-1       |
| 1998  | Jared Palmer           | Wolfgang Schranz    | 7-6, 6-2       |
| 1999  | George Bastl           | Petr Luxa           | 7-6, 4-6, 6-4  |
| 2000  | Jens Knippschild       | Olivier Mutis       | 6-7, 7-6, 7-5  |
| 2001  | Alexander Popp         | Peter Wessels       | 6-4, 5-7, 6-2  |
| 2002  | Lars Burgsmüller       | Björn Phau          | 7-6, 5-7, 6-4  |
| 2003  | Dennis van Scheppingen | Joachim Johansson   | 5-7, 6-3, 7-6  |
| 2004  | Alexander Waske        | Lars Burgsmüller    | 7-5, 7-6       |
| 2005  | Michael Berrer         | Steve Darcis        | 6-3, 4-6, 6-4  |
| 2006  | Ernests Gulbis         | Philipp Petzschner  | 6-3, 6-0       |
| 2007  | Denis Gremelmayr       | Roko Karanušić      | Forfait        |
| 2008  | Denis Gremelmayr       | Roko Karanušić      | 6-2, 7-5       |
| 2009  | Daniel Brands          | Dustin Brown        | 6-4, 6-4       |
| 2010  | Igor Sijsling          | Ruben Bemelmans     | 3-6, 6-2, 6-3  |
| 2011  | Rajeev Ram             | Karol Beck          | 6-4, 6-2       |
| 2012  | Daniel Brands          | Ernests Gulbis      | 7-60, 6-3      |
| 2013  | Benjamin Becker        | Ruben Bemelmans     | 2-6, 7-63, 6-4 |
| 2014  | Ruben Bemelmans        | Tim Pütz            | 7-63, 6-3      |
| 2015  | Mikhail Youzhny        | Benjamin Becker     | 7-5, 6-3       |
| 2016  | Steve Darcis           | Alex De Minaur      | 6-4, 6-2       |
| 2017  | Maximilian Marterer    | Jerzy Janowicz      | 7-68, 3-6, 6-3 |
| 2018  | Antoine Hoang          | Ruben Bemelmans     | 7-5, 6-3       |
| 2019  | Jiří Veselý            | Steve Darcis        | 6-4, 4-6, 6-3  |
| 2020  | Sebastian Korda        | Ramkumar Ramanathan | 6-4, 6-4       |
| 2021  | Daniel Masur           | Maxime Cressy       | 6-4, 6-4       |

### Double
| Année | Vainqueurs                           | Finalistes                            | Score              |
| ----- | ------------------------------------ | ------------------------------------- | ------------------ |
| 1997  | Lars Rehmann Rainer Schüttler        | Georg Blumauer Max Mirnyi             | 6-4, 1-6, 6-3      |
| 1998  | Tomáš Cibulec Raemon Sluiter         | Barry Cowan Filippo Veglio            | 7-6, 6-3           |
| 1999  | Petr Pála Pavel Vízner               | Steven Randjelovic Lovro Zovko        | 6-4, 6-3           |
| 2000  | Karsten Braasch Jens Knippschild     | Ivo Heuberger Michael Kohlmann        | 7-6, 6-3           |
| 2001  | George Bastl Neville Godwin          | Yves Allegro Marcus Hilpert           | 6-4, 4-6, 7-5      |
| 2002  | Yves Allegro Lovro Zovko             | Philipp Petzschner Simon Stadler      | 4-6, 7-6, 6-4      |
| 2003  | Stephen Huss Robert Lindstedt        | Lars Burgsmüller Andreas Tattermusch  | Forfait            |
| 2004  | Christopher Kas Philipp Petzschner   | Daniele Bracciali Petr Luxa           | 6-4, 7-6           |
| 2005  | Christopher Kas Philipp Petzschner   | Torsten Popp Jasper Smit              | 6-3, 7-5           |
| 2006  | Joshua Goodall Ross Hutchins         | Sander Groen Torsten Popp             | 7-5, 6-3           |
| 2007  | Philipp Petzschner Alexander Peya    | Philipp Marx Lars Übel                | 6-3, 6-4           |
| 2008  | Yves Allegro Horia Tecău             | James Auckland Márcio Torres          | 6-3, 3-6, [10-7]   |
| 2009  | Michael Kohlmann Alexander Peya      | Philipp Marx Igor Zelenay             | 6-4, 7-64          |
| 2010  | Scott Lipsky Rajeev Ram              | Sanchai Ratiwatana Sonchat Ratiwatana | 62-7, 6-4, [10-4]  |
| 2011  | Andre Begemann Alexandre Kudryavtsev | James Cerretani Adil Shamasdin        | 6-3, 3-6, [11-9]   |
| 2012  | James Cerretani Adil Shamasdin       | Tomasz Bednarek Andreas Siljeström    | 6-3, 2-6, [10-4]   |
| 2013  | Dustin Brown Philipp Marx            | Piotr Gadomski Mateusz Kowalczyk      | 7-63, 6-2          |
| 2014  | Ruben Bemelmans Niels Desein         | Andreas Beck Philipp Petzschner       | 6-3, 4-6, [10-8]   |
| 2015  | Ruben Bemelmans Philipp Petzschner   | Ken Skupski Neal Skupski              | 7-5, 6-2           |
| 2016  | Kevin Krawietz Albano Olivetti       | Roman Jebavý Andrej Martin            | 68-7, 6-4, [10-7]  |
| 2017  | Sander Arends Roman Jebavý           | Ken Skupski Neal Skupski              | 6-2, 6-4           |
| 2018  | Kevin Krawietz Andreas Mies          | Hugo Nys Jonny O'Mara                 | 6-1, 6-4           |
| 2019  | Ken Skupski John-Patrick Smith       | Sander Arends Roman Jebavý            | 7-62, 6-4          |
| 2020  | Dustin Brown Antoine Hoang           | Lloyd Glasspool Alex Lawson           | 68-7, 7-5, [13-11] |
| 2021  | Roman Jebavý Jonny O'Mara            | Ruben Bemelmans Daniel Masur          | 6-4, 7-5           |